# Zalisec
Zalisec – wieś w Słowenii, w gminie Žužemberk. W 2018 roku liczyła 57 mieszkańców.